# 12275 Маркельгоффін
12275 Маркельгоффін (12275 Marcelgoffin) — астероїд головного поясу, відкритий 15 листопада 1990 року.
Тіссеранів параметр щодо Юпітера — 3,299.